# Норвежская спиральная аномалия

Спиральное облако, снимок очевидца

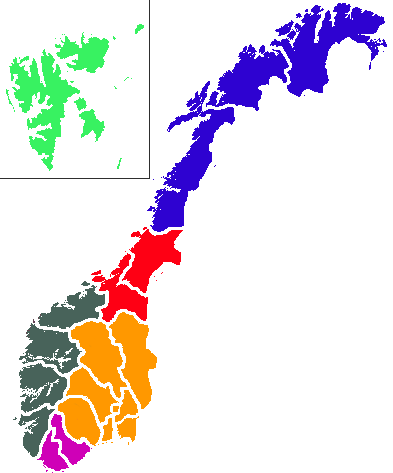
Районы, в которых наблюдался свет, отмечены красным и синим

Норве́жская спира́льная анома́лия — явление, произошедшее в небе над Норвегией ночью 9 декабря 2009 года. Наблюдаемый объект состоял из светящегося вытянутого голубого спирального облака с белой вращающейся спиралью на конце. Затем спираль увеличивалась до тех пор, пока не превратилась в огромное гало в небе с зелёным лучом в центре. Явление длилось с 6:45 до 7:00 по Гринвичу.
Явление можно было наблюдать в городе Тромсё и в некоторых северных провинциях страны, составляющих Северную Норвегию.
Сотни звонков обрушились на Норвежский метеорологический институт с вопросами о происходящем феномене. Астрономы отклонили версию, что явление может быть связано с полярным сиянием.
В связи с произошедшим событием в Интернете появились материалы с десятками возможных объяснений, таких как чёрная дыра, образовавшаяся в результате работы Большого адронного коллайдера, деятельность инопланетян, испытание системы HAARP и Blue Beam и даже приближение Судного дня.
Позднее в Министерстве обороны России сообщили, что 9 декабря с борта подводного ракетоносца «Дмитрий Донской», находившегося в Белом море, был произведён пуск межконтинентальной баллистической ракеты РСМ-56 «Булава» из подводного положения. По данным телеметрии было установлено, что первые две ступени ракеты отработали в штатном режиме, однако на последующем, третьем этапе траектории полета произошёл технический сбой.
На основе этого совпадения была выдвинута версия о связи аномалии с неудачным пуском ракеты.